# 1972 ve fotografii
Tento článek popisuje významné události roku 1972 ve fotografii.

## Události
- USA spustily program Landsat, největší program pro získání obrázků Země z vesmíru.
- 7. prosince – posádka Apolla 17 pořídila ze vzdálenosti zhruba 45 000 kilometrů fotografii planety Země Modrá skleněnka.[1]

## Ocenění
- World Press Photo – Nick Ut za snímek Phan Thị Kim Phúc, kterou zachytil jako nahou 9letou dívku popálenou napalmem běžící směrem k fotoaparátu po silnici u vesnice Trang Bang v průběhu vietnamské války.
  - Václav Jirsa získal druhé místo v kategorii Photo Sequences za sérii snímků z Velké pardubické.[2]
- Prix Niépce – Pierre Le Gall a Guillaume Lieury
- Prix Nadar – Jean-Marie Baufle a Philippe Varin, La Chasse photographique, vyd. Hachette
- Zlatá medaile Roberta Capy – Clive Limpkin, Penguin Books, Bitva o Bogside
- Cena za kulturu Německé fotografické společnosti – Ernst Haas
- Pulitzer Prize for Spot News Photography – Horst Faas a Michel Laurent, Associated Press, za jejich sérii snímků „Death in Dacca“.
- Pulitzer Prize for Feature Photography – David Hume Kennerly, United Press International, „za dramatické snímky z Vietnamské války v roce 1971.“
- Cena Ansela Adamse – Beverly Steveson
- Cena Ericha Salomona – Magazín Du

## Narození v roce 1972

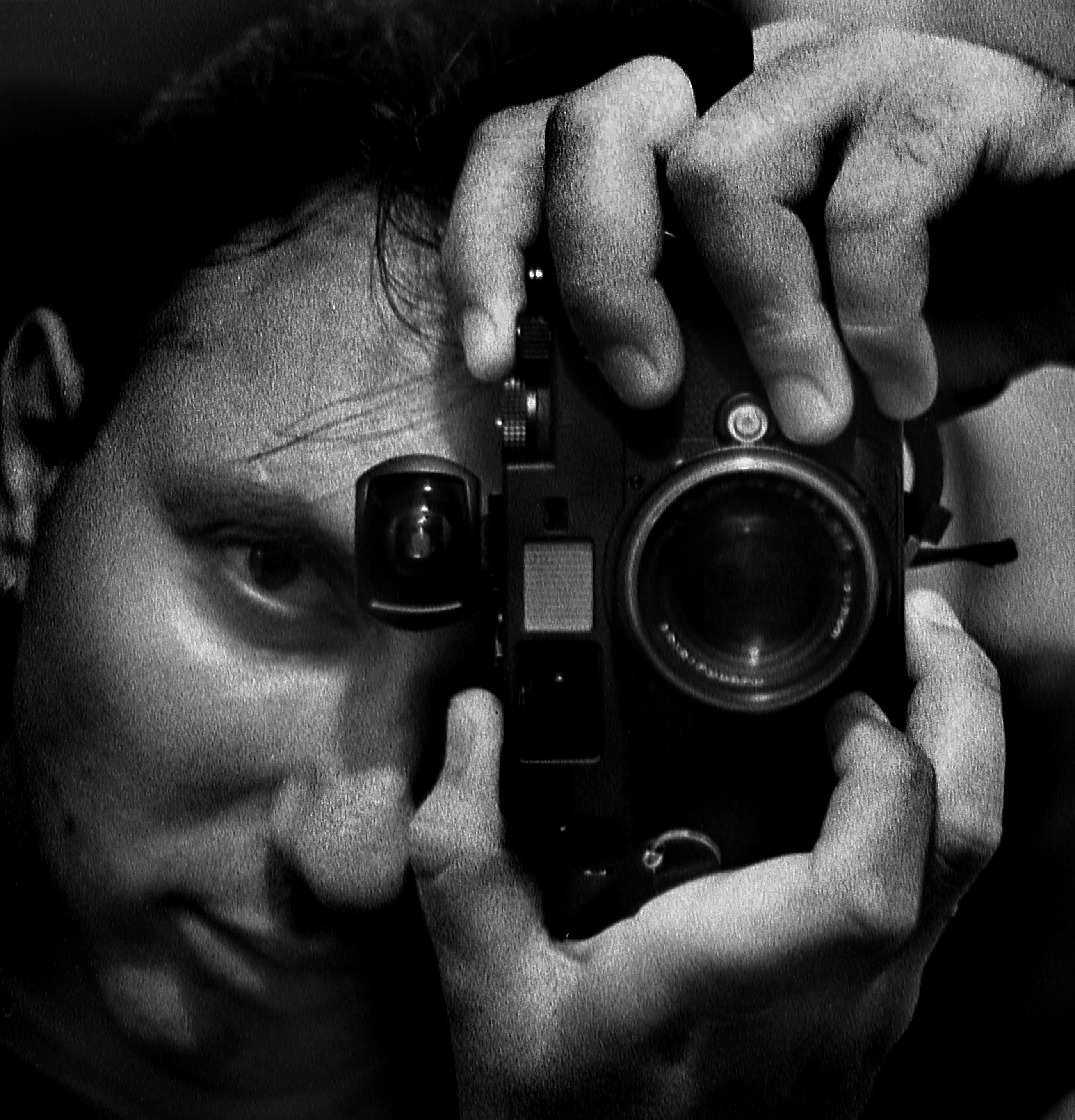
Felix Lupa, izraelský dokumentární a pouliční fotograf narozený na Ukrajině

- 20. února – Hervé Lequeux, francouzský fotograf a dokumentarista
- 26. března – Bohunka Koklesová, slovenská historička umění, kurátorka a vysokoškolská pedagožka
- 16. května – Tomáš Beran, český módní a reklamní fotograf
- 18. květen – Hema Upadhyay, indická umělkyně a fotografka († 11. prosince 2015)
- 8. června – Anna Clarénová, švédská fotografka a pedagožka
- 19. července – Zanele Muholiová, nebinární jihoafrická umělkyně a vizuální aktivistka pracující v oblasti fotografie, videa a instalace. Práce autorky se zaměřuje na rasu, pohlaví a sexualitu se souborem prací, který sahá až do počátku 20. století, dokumentující a oslavující životy černošských lesbických, gay, transgender a intersexuálních komunit v Jihoafrické republice.
- 21. července – Adolf Zika, český fotograf, režisér, producent a bývalý judista, specialista na portréty a akty
- 29. července – Jekatěrina Viktorovna Vasiljeva ruská historička umění, specialistka na dějiny a teorii fotografie, módy, designu a současného umění
- 2. srpna – Justyna Steczkowska, polská zpěvačka pop music, věnuje se také herectví a fotografii
- 12. srpna – Michael Hanke, český fotograf
- 10. října – Nguyen Phuong Thao, vietnamská fotografka působící v Česku
- 11. října – Hajnalka Siposová, maďarská fotbalistka a sportovní fotografka
- 18. října – Mika Ninagawa, japonský fotograf
- 28. října – Eduard Kudláč, slovenský režisér, dramatik a fotograf
- 11. listopadu – Kille Enna, dánská kuchařka, autorka kuchařek a fotografka
- 10. prosince – Markéta Navrátilová, česká sportovní fotografka, jako jediná žena-reportérka řadu let dokumentovala celý cyklistický závod Tour de France
- ? – Francesca Rivetti, italská fotografka aktivní v Miláně, minimalisticky proměňuje člověka v mravence vůči vesmíru, jakoby v paralelních světech, odtělesněných a sublimovaných pomocí rozptýlených barev
- ? – Nika Nesgoda, americká umělkyně a konceptuální fotografka, napodobuje obrazy starých mistrů a dichotomické využití prostitutek jako modelek
- ? – Felix Lupa, izraelský dokumentární a pouliční fotograf narozený na Ukrajině
- ? – James Iroha Uchechukwu, nigerijský fotograf
- ? – Miriam Dalsgaardová, dánská novinářská fotografka, získala Cavlingovu cenu za sérii o uprchlících a dětech v azylových centrech
- ? – Kate Holt, britská fotoreportérka
- ? – Marta Handschke, polská umělkyně zabývající se fotografií, grafikou, literaturou a hudbou
- ? – Hanna Weseliusová, finská spisovatelka, fotografka a doktorka umění
- ? – Johanna Lecklinová, finská fotografka, videa, fotografie a instalace využívající pohyblivé obrazy
- ? – Viviane Sassen, nizozemský fotograf
- ? – Patrick van Roy, belgický fotograf
- ? – Moritz Neumüller, španělský fotograf

## Úmrtí v roce 1972
- 2. ledna – Nelly Thüringová, švédská fotografka a politička, jedna z prvních pěti žen zvolených do švédského parlamentu v roce 1921 (* 21. června 1875)
- 18. ledna – Ghitta Carellová, italská fotografka maďarského původu, dvorní fotografka v Římě (* 20. září 1899)
- 10. února – Emma Hanssenová, dánská fotografka, provozovala ateliér v Trondheimu (* 26. května 1881)
- 10. dubna – Jiří Toman, český fotograf, ilustrátor a knižní grafik (* 22. března 1924)
- 7. května – Ralph Eugene Meatyard, americký fotograf (* 15. května 1925)
- 11. května – Corona González, španělská fotografka (* 10. října 1875)
- 24. srpna – Louis-Victor Emmanuel Sougez, francouzský fotograf (* 16. července 1889)
- 31. srpna – Oleksander Hryhorovyč Pežanskyj, ukrajinský architekt, fotograf, malíř, voják ukrajinské haličské armády (* 2. listopadu 1892)
- 22. listopadu – Kójó Okada, japonský fotograf (* 31. srpna 1895)
- ? – Jaroslav Savka, ukrajinský fotograf, propagátor ukrajinské fotografie (* 1907)
- ? – Goroku Amemija, japonský fotograf (* 1886)
- ? – Lyder Kvantoland, norský fotograf (* 28. července 1893)
- ? – Evelyn Andrusová, kanadská fotografka a prezidentka Torontského Camera Clubu (* 1909)
- ? – Bob Gosani, jihoafrický fotograf známý svou prací v redakci časopisu Drum (* 19. října 1934)
- ? – Clifford Coffin, americký módní fotograf (* 1913)

## 100 let od narození
- 13. ledna – Axel Malmström, švédský novinářský fotograf († 7. července 1945)
- 28. ledna – Jean Pascal Sébah, turecký fotograf († 6. června 1947)
- 30. ledna – Sem Cephas, jávský fotograf († 20. března 1918)
- leden – Mathilde Weil, americká fotografka († 6. června 1942)
- 26. března – Petr Ivanovič Šumov, rusko-francouzský fotograf († 25. června 1936)
- 21. května – Kornel Divald, uherský spisovatel, historik umění a fotograf († 24. března 1921)
- 21. května – Harold Mortimer-Lamb, anglo-kanadský důlní inženýr, novinář, fotograf a umělec († 25. října 1970)
- 10. června – Jacob Hilsdorf, německý portrétní fotograf († 11. ledna 1916)
- 15. června – Charles Eymundson, kanadský fotograf, spisovatel, průvodce, detektiv, dřevorubec, zemědělec, kuchař († 1966)
- 19. července – Luigi Domenico Gismondi, italský fotograf aktivní v Bolívii († 1946)
- 20. srpna – Sam Hood, australský portrétní fotograf († 8. června 1953)
- 20. srpna – Jenny de Vassonová, francouzská fotografka a průkopnice († 15. února 1920)
- 8. září – Dhimitër Vangjeli, albánský fotograf († 1. dubna 1957)
- 8. září – Berend Zweers, nizozemský fotograf († 21. února 1946)
- 5. října – Emma Barton, anglická fotografka. († 31. března 1938)
- 25. listopadu – Abram Joseph Bonda, nizozemský fotograf († 28. dubna 1928)
- ? – Gustave Marissiaux, belgický umělecký fotograf († 1929)
- ? – Imre Gábor Bekey, maďarský fotograf a speleolog († 17. dubna 1936)
- ? – Bolette Berg, norská fotografka († 1944)
- ? – Emme Gerhardová, americká fotografka jedna ze sester Gerhardových († 1946)
- ? – Leonídas Papázoglou, řecký fotograf († 1918)
- ? – Gaëtan Gatian de Clérambault, fotograf († ?)
- ? – Gaston Chérau, fotograf († ?)
- ? – Pierre Dubreuil (fotograf), fotograf († ?)
- ? – Ignacio Coyne, fotograf († ?)
- ? – Alfred Eberling, fotograf († ?)
- ? – Franz John, fotograf († ?)

## 100 let od smrti
- 24. února – Auguste Salzmann, francouzský archeolog, malíř a fotograf (* 14. dubna 1824)
- 20. března – Andreas Groll, rakouský fotograf, autor prvních fotografií Prahy (* 30. listopadu 1812)
- 28. dubna – Louis Désiré Blanquart-Evrard, 69, francouzský fotograf a vynálezce (* 2. srpna 1802)
- 8. října – Emanuel Dítě, malíř a fotograf (* 15. prosince 1820)
- 13. listopadu – Jan Adolf Brandeis, portrétní malíř a fotograf (* 9. června 1818)
- 17. listopadu – Robert Turnbull Macpherson, skotský fotograf (* 27. února 1811)